# Aggházy Károly fellelt műveinek listája
Aggházy Károly (Pest, 1855. október 30. – Budapest, 1918. október 8.) zeneszerző, zongoraművész, zenepedagógus, a magyar zenetörténet meghatározó alakja. Munkássága a magyar zene két nagy korszakát kötötte össze: Liszt Ferenc és Bartók Béla korát. Zenéjét a nyugatias iskolázottság és a magyar hagyományok átmentésére irányuló törekvés jellemezte. Közönsége és kiadói nagyra értékelték műveit, és így azok nagy része nyomtatásban is fennmaradt.
A klasszikus zene, Bartóktól és Kodálytól, Lajthán és Kurtágon át a mai kortársszerzőkig tartó rendkívül gyors korszakváltásai mellett, mindeddig elmaradt Aggházy és kortársai munkáinak részletes zenetudományi feldolgozása. Sajnos műveivel, a magyar romantika talán utolsó hajtásaival akkor jelentkezett, amikor a század elején kibontakozó új népi-nemzeti zenei törekvések munkáiról már elterelték a figyelmet. Ez is oka lehet, hogy életműve teljes feldolgozása mindeddig elmaradt. Ezért Aggházy Károly műveinek teljes és hiteles összegyűjtése majdnem lehetetlen. 
Aggházy Károly fellelt műveinek listája Aggházy Károly 1907 körül keletkezett saját kezű műjegyzéke, a magyar és egyes külföldi könyvtárak, valamint Aggházy kiadóinak katalógusai alapján  fellelhető művekre vonatkozó információkat gyűjti össze. A műlista nem teljes, az csak Aggházy Károly fellelt műveit tartalmazza. A katalógusokból általában nem volt kiolvasható, hogy egy kiadott opusszámú mű az opus összes darabját vagy csak annak néhány művét tartalmazza. Az áttekinthetőséget biztosító csoportosítás mellett ebből is adódik, hogy egyes művek a listában kétszer is szerepelhetnek. A különféle kiadók esetenként csak egyes műveket adtak ki a teljes opusszámmal jelölve.

## Aggházy Károlyopusszámmal is jelölt, fellelt művei
| A mű címe | Kiadó és a kiadás éve                                              |
| --- | ------------------------------------------------------------------ |
| Andante és Scherzo, zenekarra, Op. 1. (1878) | zenemű kézirat, OszK, Budapest                                     |
| 10 magyar dal Op. 5. | Harmonia, Budapest, 1885                                           |
| 5 Soirées hongroises (Magyar esték, I. sorozat) Op. 5. | Hainauer, Breslau                                                  |
| Nocturne pour Piano. Op. 6. | Kahnt, Leipzig, 1884                                               |
| Puszta Klänge: Concert-Duo für Pianoforte und Violin über ungarische Volksmelodien in Zigeuner Weise, Op. 7. (1880) Hubayval közös mű. | Schott, Mainz, 1881, Rózsavölgyi és Társa, 1893                    |
| Toquade pour Piano, Op. 8. | Kahnt, Leipzig, 1885                                               |
| Phantasiestücke für Pianoforte. Op. 10. No. 1 Eroica, No.2 Idylle Op. 10. | Kahnt, Leipzig, 1884                                               |
| Ungarische Tänze für Pianoforte No.1 Palotás, No.2 Toborzó, No.3 Munkácsy nóta), Op.11. | Kahnt, Leipzig                                                     |
| Kleine Rhapsodien für Pianoforte, Op. 12. No.1 a-moll | Kahnt, Leipzig, 1884                                               |
| Kleine Rhapsodien für Pianoforte, Op. 12. No.1 cis-moll | Kahnt, Leipzig, 1885                                               |
| Poëmes hongrois pour piano à quatre mains. Op. 13. 1. Cahier (No. 1–3), 2. Cahier (No. 4, 5) | Bote & Bock, Berlin, 1887                                          |
| Fantasie in Form von Variationen über das Weihnachtslied „Es ist ein’ Ros’ entsprungen“ von M. Prätorius. Op. 14. | Harmonia, Budapest, 1890                                           |
| Danse de Noces pour Piano à quatre mains, (Lakodalmas) Op. 15. | Harmonia, Budapest                                                 |
| Four hands favourites. Vol. 1, No. 1 Aggházy Károly: Wedding dance Op. 15 | CD Herts, St. Albans, 1990                                         |
| Moments caractéristiques No.1 Dédicace, No.2. La Colère, No.3. Consolation, No.4. Le Coeur revolte (Etude), No.6 Bonheur d’Amour No7. Lied (d’aprés Heine), No.8 L’Inquiétude, No.9 Humoresque No.10 Caprice, Op. 16. | Harmonia, Budapest / Bote & Bock, Berlin, 1890                     |
| 5 férfinégyes, (No.1 Dinom-dánom, No.2 Fényes csillag mondd meg nékem, No.3 A szerelemnek, No.4 Száll a felhő magasan, No.5 Lánggal égő). Op. 17. | Harmonia, Budapest                                                 |
| Rondo all’ongharese pour piano à quatre mains, Op. 18. No. 1. | Bote & Bock, Berlin, 1890                                          |
| Marcia pour piano à quatre mains. Op. 18. No. 2. | Bote & Bock, Berlin, 1890                                          |
| Suite hongroise pour piano à quatre mains, Op. 19. (Mélodie, Danse, Intermezzo, Rhapsodie,) | Harmonia, Budapest                                                 |
| Variations sur le Théme „Une Fièvre brulante“ de l’Opéra „Richard Coeur de Lion“ de Grétry. Op. 20. | Harmonia, Budapest, 1890                                           |
| Etude de Concert en Octaves pour Piano, Op. 21. | Bote & Bock, Berlin, 1886                                          |
| Konzertstücke in Oktaven Op. 21. | Rozsnyai, Budapest                                                 |
| Ländlerstimmungen Op. 22. | Harmonia, Budapest, 1890                                           |
| Fünf Lieder für eine Singstimme mit Pianoforte, No.1 Bitte: „Weil’ auf mir, du dunkles Auge“, No.2 Frühlingslied: „Leise zieht durch mein Gemüth“, No.3 Nachtgruss: „Mein Herz ist wie die dunkle Nacht“, No.4 Im Mondenschein: „Wie Mondenschein so golden“, No.5 Unter der Linde: „Dort im Garten stand die Linde“, Op. 23. (magyar és német szöveggel)                                                 | Rózsavölgyi, 1893                                                  |
| Fünf Lieder für eine Singstimme und Klavier (No.1. Bitte, No.2. Frühlinglied von Heine, No.3. Nachtgruß, No.4. Im Mondenschein, No.5. Unter der Linden) Op. 23. | Hainauer, Breslau                                                  |
| Fünf Ländler-Impromptus für Pianoforte, No. 1 c-moll, No. 2 es-moll, No. 3 B-Dur, No. 4 G-Dur, No. 5 es-moll, Op. 24 | Hainauer, Breslau, 1894                                            |
| F-Moll vonósnégyes, 2 hegedűre, mélyhegedűre és gordonkára, 1892, Op. 25. | zenemű kézirat, OszK, Budapest                                     |
| 3 Mazurkas für das Klavier, Op. 26. (Carolus Aggházy) | zenemű kézirat, OszK, Budapest                                     |
| A művészet diadala, pantomime, szövegét szerzé gróf Pejacsevich Katinka Op. 27.(?) (1894) | zenemű kézirat, OszK, Budapest                                     |
| Quatrie Caprices en Octaves pour Piano Op. 27. | Hainauer, Breslau, 1896                                            |
| Trois Pièces intimes (Romance, Petit Impromptu, Pastoirelle). Op. 28 | Hainauer, Breslau                                                  |
| Musique de pantomime (Ouverture, Pierrot et Pierette, Gavotte, Duettino, Tarantelle) Op. 29. | Hainauer, Breslau                                                  |
| 6 Lieder für eine singstimme und Pianoforte. Text von Heinrich Heine: No.1 Im wunderschönen Monat Mai, No.2 Es schauen die Blumen alle, No.3 Schelmenlied: Ich lauscht’ dem Finken im grünen Hag, No.4 Das ist ein Brausen und Heulen, No.5 Sag mir, wer einst die Uhren erfund, No.6 Der Tod, das ist die kühle Nacht, Op. 30.                                                                           | Kieseler, Leipzig, 1898, Német és angol szöveggel                  |
| Sechs Lieder (Text von Heinrich Heine: No.1 Die Wellen blinken und fließen dahin, No.3 Ich stand in dunkeln Träumen, No.4. Im Walde wandl' ich und weine, No.5 Lieb' Liebchen, leg's Händchen aufs Herze) Op. 31.(?) | Kieseler, Leipzig, 1890                                            |
| Die Bräutigam's Lieder, 5 Gesänge für eine Singstimme mit Klavierbegleitung, vers: Julius Stinde, No.1.: Auftrag. 2.: Hochzeitsmorgen, 3.: Vor der Kirche, 4.: Hochzeit, 5.: Im Heim. Op. 31. | zenemű kézirat, OSzK                                               |
| Maritta a korsós madonna, opera két felvonásban, előjátékkal, szövegét írta: Fuhrmann Irén, Op. 32. Bemutatva a Budapesti Operaházban 1897. október 14.-én. | Harmonia, Budapest, 1898, Zongorakivonat, Magyar és német nyelven, |
| 3 pieces Op. 33. | Bárd & Bárd, Budapest                                              |
| 8 Férfinégyes Op. 34. | Pesti Könyv ny.r.t.                                                |
| Magyar Hangulatok (No.3. Este a táborban, No4. Enyelgés) Op.35. | Pesti Könyv ny.r.t. 1905                                           |
| Rákóczy gyászinduló Op. 36. | Pesti Könyv ny.r.t                                                 |
| Gyászhangok II. Rákóczi Ferenc fejedelem emlékére (szimfonikus költemény) Op.37. | Pesti Könyv ny.r.t. 1905                                           |
| 3 Amusements – Etudes de concert en sixtes pour le piano Op.38. | Rozsnyai, Budapest                                                 |
| Acht zweistimmige Klavierstücke als Vorstudien zu J.S. Bachs Inventionen Op. 39. | Rozsnyai, Budapest                                                 |
| Zwölf dreistimmige Studien für Pianoforte als Vorstufe zu den dreistimmigen Inventionen J. S. Bachs, 40. | Rozsnyai, Budapest                                                 |
| 4 Klavierstücke. (No.1 Duo, No.2 Ritornello, No.3 Badinage, No.4 Praeludium u. Fuge) Op. 41. | Rahter, Leipzig, 1912                                              |
| By moonshine.... from In the forest, for piano, Op. 42. | Art Publication Society, St. Louis, 1913                           |
| Hunting-Humoresque....., from In the forest, Op. 42. | Art Publication Society, St. Louis, 1913                           |
| Fairy play , from In the forest, Op. 42. (Modern composers' series) | Art Publication Society, St. Louis, 1913                           |
| Quintett zongorára, 2 hegedűre, mélyhegedűre és gordonkára, Op. 43. | zenemű kézirat, OszK                                               |
| Aggházy-Album: Compositions pour Piano ( – Op. 16. Momens caractéristiques. – Op. 14. Fantasie in Form von Variationen über das Weihnachtslied „Es ist ein’ Ros’ entsprungen“ von Prätorius. – Op. 22. Ländlerstimmungen. – Op. 20. Variations sur le Thème „Une Fièvre brulante“ de l’Opéra „Richard Coeur de Lion“ de Grétry. – Op. 19. Suite hongroise à 4 Mains. – Op. 15. Danse de Noces à 4 Mains.) | Bote & Bock, Berlin                                                |

## Aggházy Károlyopusszám nélküli, fellelt művei
| A mű címe                                                                                       | Kiadó és a kiadás éve                        |
| ----------------------------------------------------------------------------------------------- | -------------------------------------------- |
| Canon (Albumblatt)                                                                              | Táborszky & Parsch, 1871                     |
| Serenata alla chitarra pour Piano                                                               | Weinholtz, Leipzig-Berlin, 1885              |
| Soirées hongroises II. séries                                                                   | Bárd & Bárd, Budapest                        |
| 4 könnyű rapszódia                                                                              | Rozsnyai, Budapest                           |
| Elégia                                                                                          | Rozsnyai, Budapest                           |
| Gavotte-Intermezzo, zongorára, Motto: Ungesucht                                                 | zenemű kézirat, OszK, Budapest               |
| Gavotte musette                                                                                 | Rozsnyai, Budapest                           |
| Abendstimmung (Impression du Soir) für Violin & Piano                                           | Shott edition, Mainz, 1881                   |
| f-moll vonósnégyes (1892)                                                                       |                                              |
| g-moll zongoraötös                                                                              | bemutatva 1921. január 31.                   |
| Fantasie in Form von Variationen (zongorára)                                                    | 1889                                         |
| Fantaisie tziganesque pour piano et violon (Hubayval közös mű, hegedű-zongora duett)            | Chodeus Paris, 1881                          |
| Puszta-Klänge Concert-duo für Pianoforte und Violinen (Hubayval közös mű, hegedű-zongora duett) | Shott edition, Mainz, 1880                   |
| Danse hongroise, szimfonikus nagyzenekarra                                                      |                                              |
| Prélude pathétique                                                                              |                                              |
| Vier leichte Rhapsodien für Klavier                                                             | Rozsnyai, Budapest                           |
| Vigasztaló                                                                                      | Magyar zeneköltők kiállítási albumából, 1885 |
| Hősi alagya. (Elégia)                                                                           | Magyar zeneköltők kiállítási albumából, 1885 |
| Hunting – Humoresque, part of In the Forest (1913)                                              | Art Publication Society, St. Louis           |
| „In the forest” for piano                                                                       | zenemű kézirat, OSzK, Budapest               |
| d-moll Orgelkonzert von W. Friedemann Bach für das Klavier zum Konzertvortrag                   | zenemű kézirat, OSzK, Budapest               |
| Impression du soir, pour le violon avec accompagnement de quintette a cordes et d'une harpe     | zenemű kézirat, OSzK, Budapest               |
| Csárdás-Album. Danses hongroises originales pour Piano, No.? Aggházy Károly: Sárosi nóta        | Litolff, Braunschweig, 1885                  |
| Modern Magyar zene, Album 12 zongoradarabbal No.1 Aggházy Károlytól (No.2 Bartóktól)            | Rozsnyai, Budapest, 1912                     |
| Trois Pièces (Prélude, Nocturne, Valse impromptu)                                               | Hainauer, Breslau                            |

## Aggházy Károlydalok zongorakísérettel és zongoradarabok
| A mű címe | Kiadó és a kiadás éve                                                                |
| --- | ------------------------------------------------------------------------------------ |
| „Borzáné Marcsája” népszínmű dalai | Táborszky & Parsch, Budapest Wessely Ferenc, Wien Hofmeister Friedrich, Leipzig      |
| 10 magyar dal Op. 5. (1885) | Harmonia, Budapest                                                                   |
| Este van már, románc (dal zongorakísérettel) | Harmonia, Budapest                                                                   |
| Ninon, Sérénade (dal zongorakísérettel) | Harmonia, Budapest                                                                   |
| Will ruhen (dal zongorakísérettel) | Weinholtz. Leipzig                                                                   |
| Mint a harmat (dal zongorakísérettel) | Harmonia, Budapest                                                                   |
| Munkácsy nótája, Csárdás zongorára (Bús a szívem, Csillagos az ég) | Harmonia, Budapest, 1883                                                             |
| Fünf Lieder für eine Singstimme und Klavier (No.1 Bitte, No.2 Frühlinglied von Heinrich Heine, No.3 Nachtgruß, No.4 Im Mondenschein, No. 5 Unter der Linden) Op. 23. | Hainauer, Breslau Rózsavölgyi, Budapest, 1893                                        |
| 6 Lieder für eine singstimme und Pianoforte. Text von Heinrich Heine: No.1 Im wunderschönen Monat Mai, No.2 Es schauen die Blumen alle, No.3 Schelmenlied: Ich lauscht’ dem Finken im grünen Hag, No.4 Das ist ein Brausen und Heulen, No.5 Sag mir, wer einst die Uhren erfund, No.6 Der Tod, das ist die kühle Nacht, Op. 30. | Kieseler, Leipzig, 1898                                                              |
| Sechs Lieder (Text von Heinrich Heine: No.1 Die Wellen blinken und fließen dahin, No.3 Ich stand in dunkeln Träumen, No.4. Im Walde wandl' ich und weine, No.5 Lieb' Liebchen, leg's Händchen aufs Herze) Op. 31.(?) | Kieseler, Leipzig, 1890                                                              |
| Die Bräutigam's Lieder, 5 Gesänge für eine Singstimme mit Klavierbegleitung, vers: Julius Stinde, No.1.: Auftrag. 2.: Hochzeitsmorgen, 3.: Vor der Kirche, 4.: Hochzeit, 5.: Im Heim. Op. 31. | zenemű kézirat OSzK, Budapest                                                        |
| Cinka Panna dala | Rozsnyai, Budapest                                                                   |
| Csöndes nyári éjjel | Műbarátok könyve, Franklin Társulat 1891                                             |
| Mint a harmat..., dal énekhangra és zongorára, vers: Inczédi László | Harmonia Kiadó és Breitkopf Härtel közös kiadása, Lipcse, London, New York, kb. 1898 |
| Magyar esték III. sorozat | Rozsnyai, Budapest                                                                   |
| Fürdik a holdvilág Magyar esték III. sorozat No.1 | Rozsnyai, Budapest                                                                   |
| Már minékünk ellenségünk, vegyeskari mű | zenemű kézirat, OSzK, Budapest                                                       |
| Sárosi nóta, Csárdas | Harmonia, Budapest                                                                   |
| Könnyű rapszódiák I | Rozsnyai, Budapest, 1899                                                             |
| Könnyű rapszódiák II. Lám megmondtam rózsám | Rozsnyai, Budapest, 1898                                                             |
| Könnyű rapszódiák III. Kályha vállán a cica, Repülj fecském | Rozsnyai, Budapest, 1897                                                             |
| Könnyű rapszódiák IV | Rozsnyai, Budapest, 1899                                                             |
| Soirées hongroises – pour Piano (II. serie No.1) | Bárd & Bárd, Budapest                                                                |
| Ne még! Dal énekhangra és zongorára, vers: Inczédi László | zenemű kézirat, OSzK, Budapest                                                       |
| Reménykedő kuruc-ének, 4 szólamú férfikar, vers: Hangay Sándor | zenemű kézirat, OSzK, Budapest                                                       |

## Aggházy KárolyMozart művek átdolgozása kétzongorás zongoraművekké
| A mű címe                    | Kiadó és a kiadás éve        |
| ---------------------------- | ---------------------------- |
| Klavierkonzert D-moll KV.466 | Universal Edition, Wien 1905 |
| Klavierkonzert C-dur KV.467  | Universal Edition, Wien 1905 |

## Aggházy Károlykadenciák Mozart zongoraversenyekhez
| A mű címe                     | Kiadó és a kiadás éve        |
| ----------------------------- | ---------------------------- |
| Klavierkonzert C-dur KV 467   | Universal Edition, Wien 1905 |
| Klavierkonzert Esz-dur KV 482 | Universal Edition, Wien 1905 |
| Klavierkonzert A-dur KV 488   | Universal Edition, Wien 1905 |
| Klavierkonzert c-moll KV 491  | Universal Edition, Wien 1905 |

## Aggházy KárolyMozart művek átdolgozása négykezes zongoraművekké
| A mű címe                              | Kiadó és a kiadás éve     |
| -------------------------------------- | ------------------------- |
| Klavierquartett Nr.1 g-Moll KV 478     | Universal Edition, Wien   |
| Klavierquartett Nr.2 Es-Dur KV 493     | Universal Edition, Wien   |
| Klaviertrio B-Dur KV 254               | Universal Edition, Wien   |
| Klaviertrio B-Dur KV 502               | Universal Edition, Wien   |
| Klaviertrio C-Dur KV 548               | Universal Edition, Wien   |
| Klaviertrio E-Dur KV 542               | Universal Edition, Wien   |
| Klaviertrio Es-Dur KV 498 (Kegelstatt) | Universal Edition, Wien   |
| Klaviertrio G-Dur KV 496               | Universal Edition, Wien   |
| Klaviertrio G-Dur KV 564               | Universal Edition, Wien   |
| Streichquartett A-Dur KV 464           | Universal Edition, Wien   |
| Streichquartett B-Dur KV 458           | Universal Edition, Wien   |
| Streichquartett B-Dur KV 589           | Universal Edition, Wien   |
| Streichquartett C-Dur KV 465           | Universal Edition, Wien   |
| Streichquartett D-Dur KV 499           | Universal Edition, Wien   |
| Streichquartett D-Dur KV 575           | Universal Edition, Wien   |
| Streichquartett Es-Dur KV 428          | Universal Edition, Wien   |
| Streichquartett F-Dur KV 590           | Universal Edition, Wien   |
| Streichquartett G-Dur KV 387           | Universal Edition, Wien   |
| Streichquartett d-Moll KV 421          | Universal Edition, Wien   |
| Streichquintett C-Dur KV 515           | Universal Edition, Wien   |
| Streichquintett D-Dur KV 593           | Universal Edition, Wien   |
| Streichquintett Es-Dur KV 614          | Universal Edition, Wien   |
| Streichquintett c-Moll KV 406          | Universal Edition, Wien   |
| Streichquintett g-Moll KV 516          | Universal Edition, Wien   |
| Clarinet quintett A-Dur KV 581         | Edition Musicus, New York |

## Aggházy Károlyegyéb zongoradarabok négy kézre
| A mű címe                                                                                    | Kiadó és a kiadás éve     |
| -------------------------------------------------------------------------------------------- | ------------------------- |
| Poëmes hongrois pour piano à quatre mains. Op. 13. 1. Cahier (No. 1–3). 2. Cahier (No. 4, 5) | Bote & Bock, Berlin, 1887 |
| Danse de Noces pour Piano à quatre mains, (Lakodalmas) Op. 15.                               | Harmonia, Budapest        |
| Rondo all’ongharese pour piano à quatre mains, Op. 18. No. 1.                                | Bote & Bock, Berlin, 1898 |
| Marcia pour piano à quatre mains. Op. 18. No. 2.                                             | Bote & Bock, Berlin, 1898 |
| Suite hongroise pour piano à quatre mains, Op. 19. (Mélodie, Danse, Intermezzo, Rhapsodie)   | Harmonia, Budapest        |

## Aggházy Károlyszínpadi és nagyzenekari művei
| A mű címe | Kiadó és a kiadás éve                                                            |
| --- | -------------------------------------------------------------------------------- |
| A Borzáné Marcsája, Daljáték, három felvonásban, Hubay Jenővel közös mű, Szöveg: Almási Tihamér, Bemutató: 1880. május 8.-án a Budapesti Népszinházban.                            | Táborszky & Parsch, Budapest Wessely Ferenc, Bécs, Hofmeister Friedrich, Leipzig |
| Szép leányok, kísérőzene Csiky Gergely Színművéhez, melyet 1881. február 4.-én mutattak be a Budapesti Népszínházban                                                               |                                                                                  |
| A Művészet diadala, kísérőzene Pantomim játékhoz egy felvonásban., Libretto: gróf Pejacsevich Katinka (1894) Op. 27.                                                               | zenemű kézirat OSzK                                                              |
| Maritta a korsós madonna, opera két felvonásban, előjátékkal, szöveg: Fuhrmann Irén, komponálva 1895.-ben, Op. 32. Bemutatva a Budapesti Királyi Operaházban 1897. október 14.-én. | Harmonia, Budapest, 1898                                                         |
| A Ravennai nász, Opera két felvonásban. szöveg: Orbán Dezső, Komponálva 1908. | zenemű kézirat, OszK, Budapest                                                   |
| Rákóczi szimfonikus énekköltemény négy részben, szólók, vegyeskar és nagyzenekarra, előadva a Magyar Királyi Operaházban 1895.-ben.                                                | Stephaneum Ny., Budapest, 1907 Kézirat OSzK, Budapest                            |
| Gyászhangok II. Rákóczi Ferenc fejedelem emlékére (szimfonikus költemény) Op.37.                                                                                                   | Pesti Könyv ny.r.t. 1905                                                         |
| Danse hongroise, szimfonikus nagyzenekarra |                                                                                  |
| Toborzó nagyzenekarra. Előadta a Nemzeti Zenede zenekara |                                                                                  |
| „Érik a gabona....”, énekhangra és kamarazenekarra átdolgozta és hangszerelte Vécsey Jenő, vers: Petőfi Sándor                                                                     | zenemű kézirat, OszK, Budapest                                                   |
| „Este van már....”, (magyar románc) énekhangra és kamarazenekarra átdolgozta Vécsey Jenő                                                                                           | zenemű kézirat, OszK, Budapest                                                   |
| "Azt beszélik ..." (dal), énekhangra és kamarazenekarra átdolgozta Vécsey Jenő | zenemű kézirat, OszK, Budapest                                                   |

## Galéria

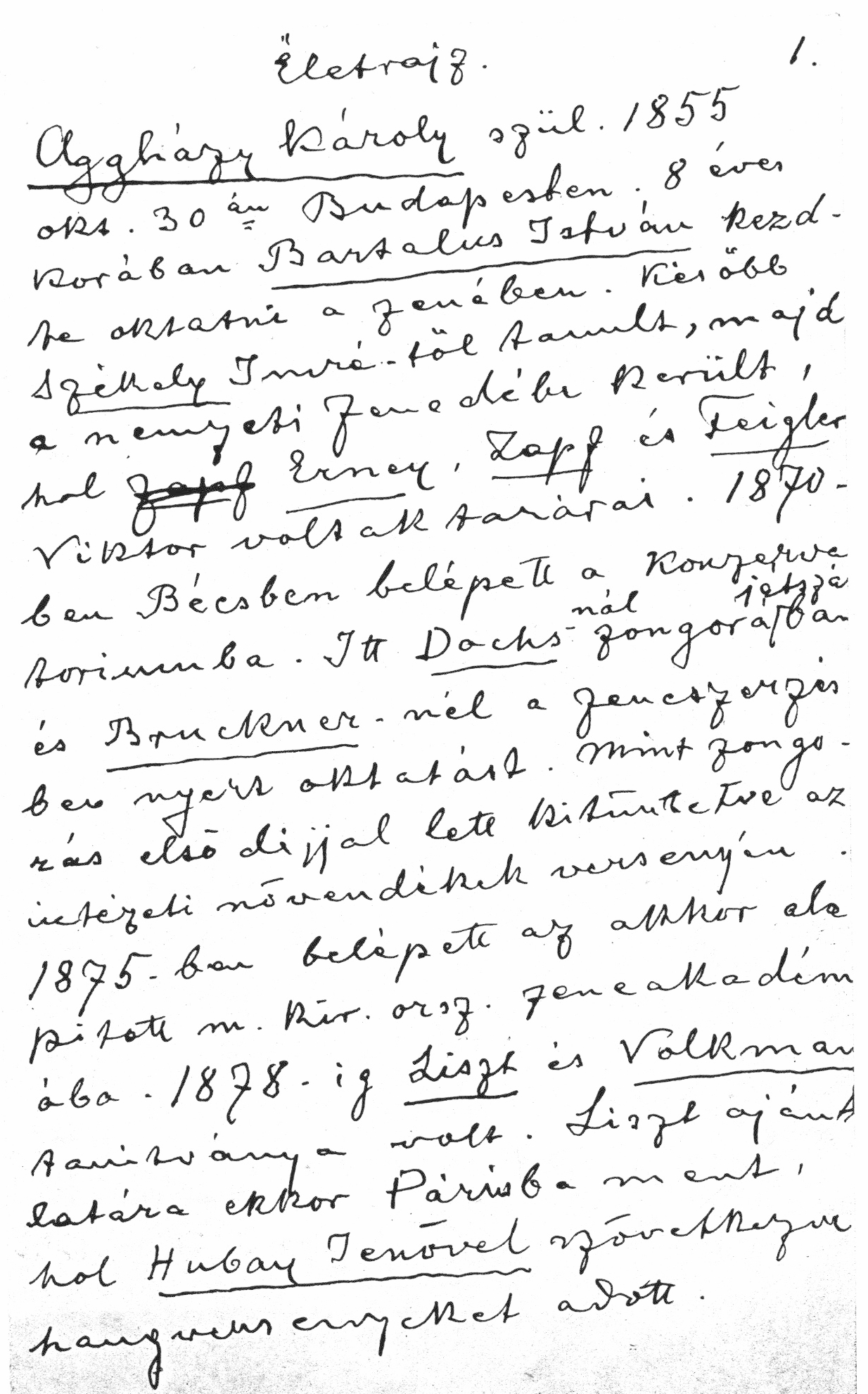
Önéletrajz-1
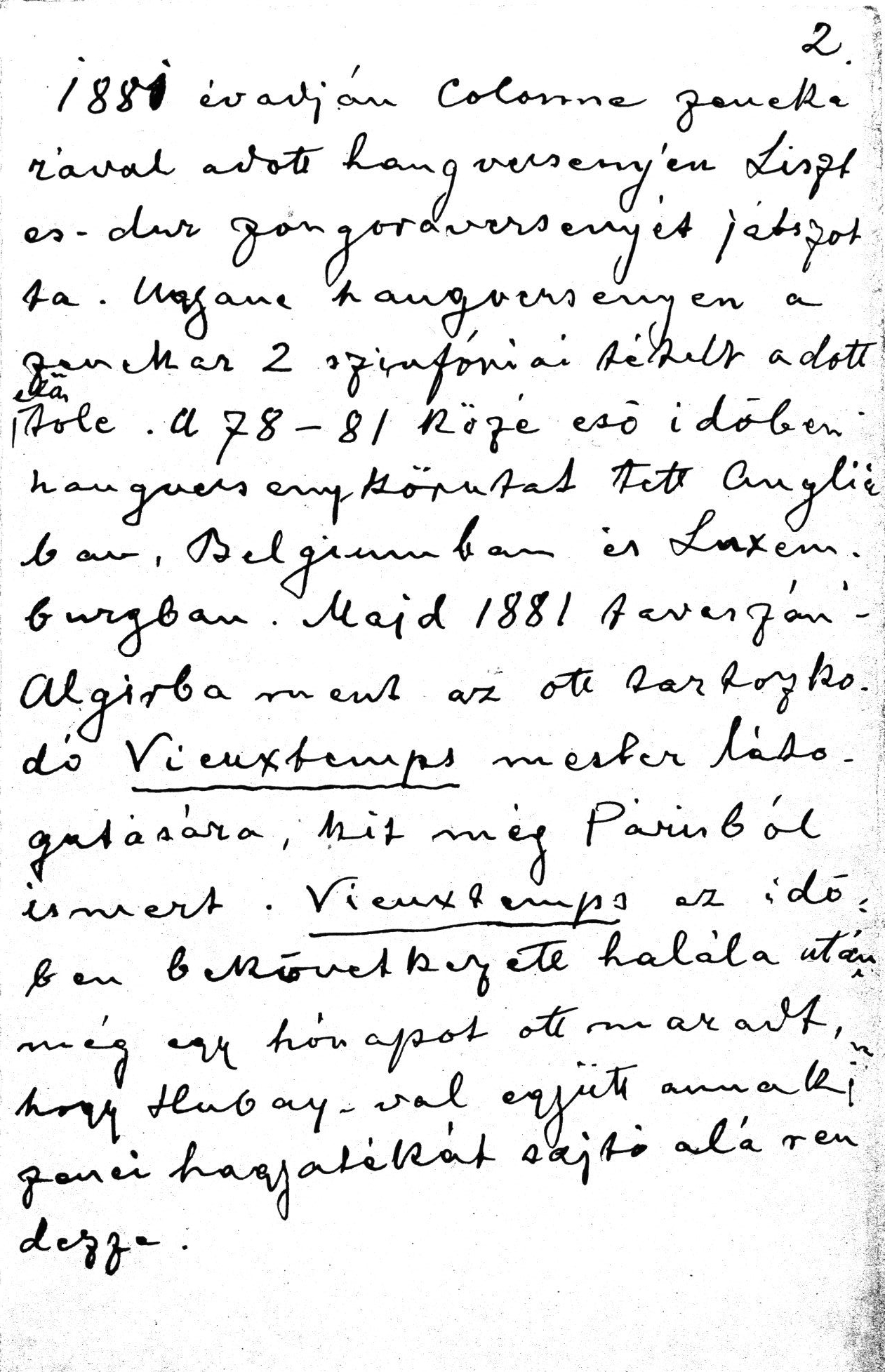
Önéletrajz-2
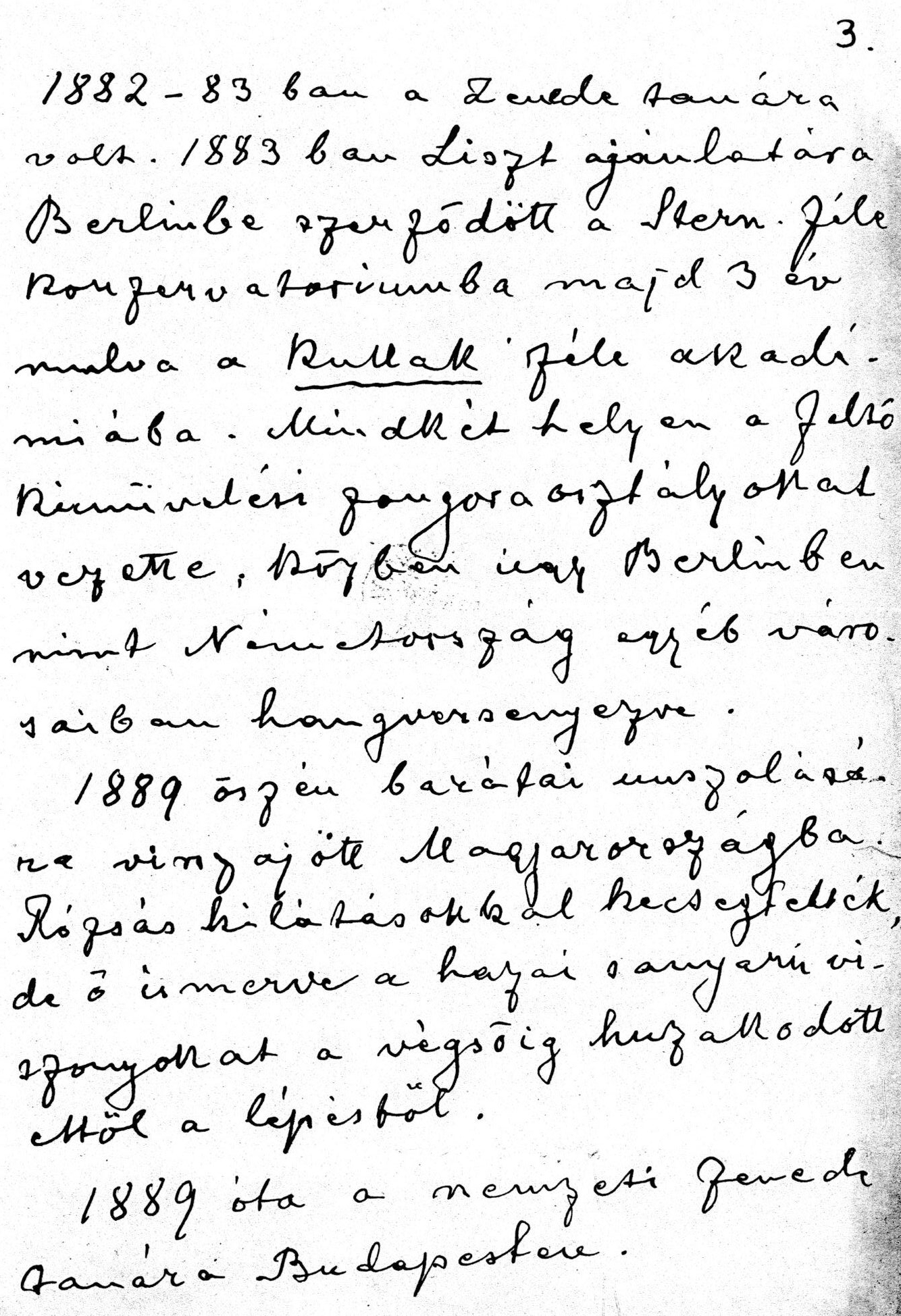
Önéletrajz-3

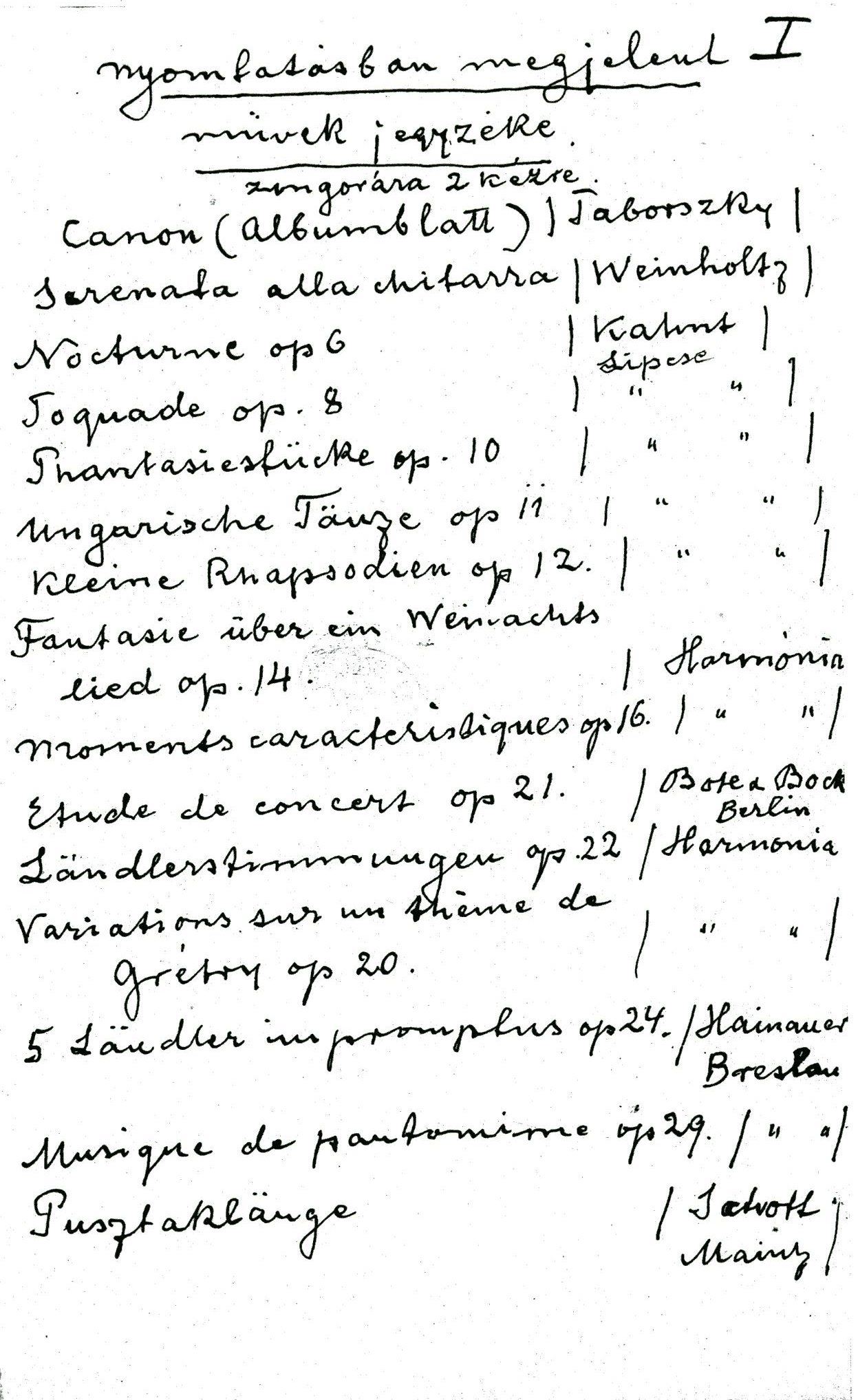
kiadott műveinek jegyzéke-1
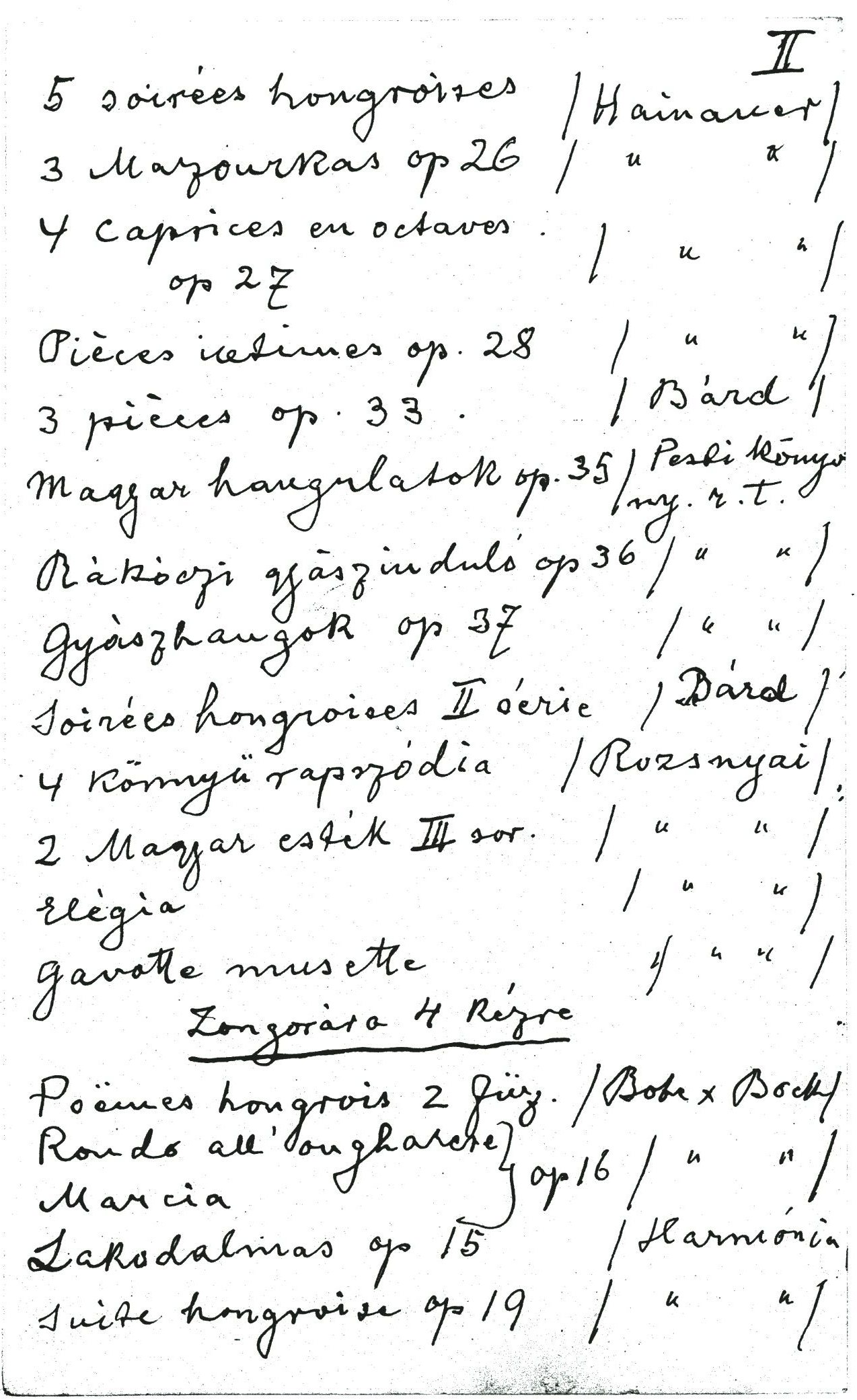
kiadott műveinek jegyzéke-2
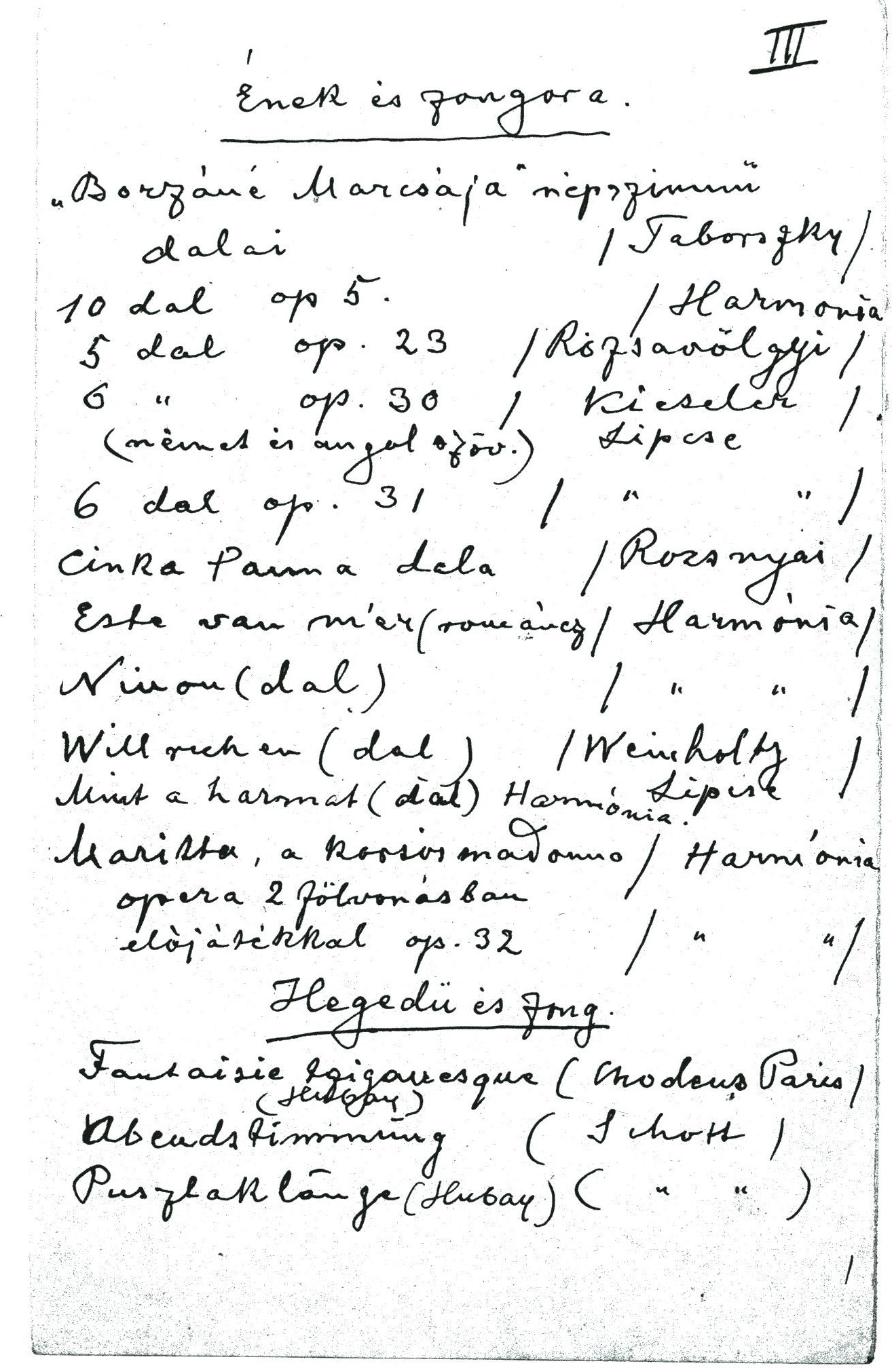
kiadott műveinek jegyzéke-3
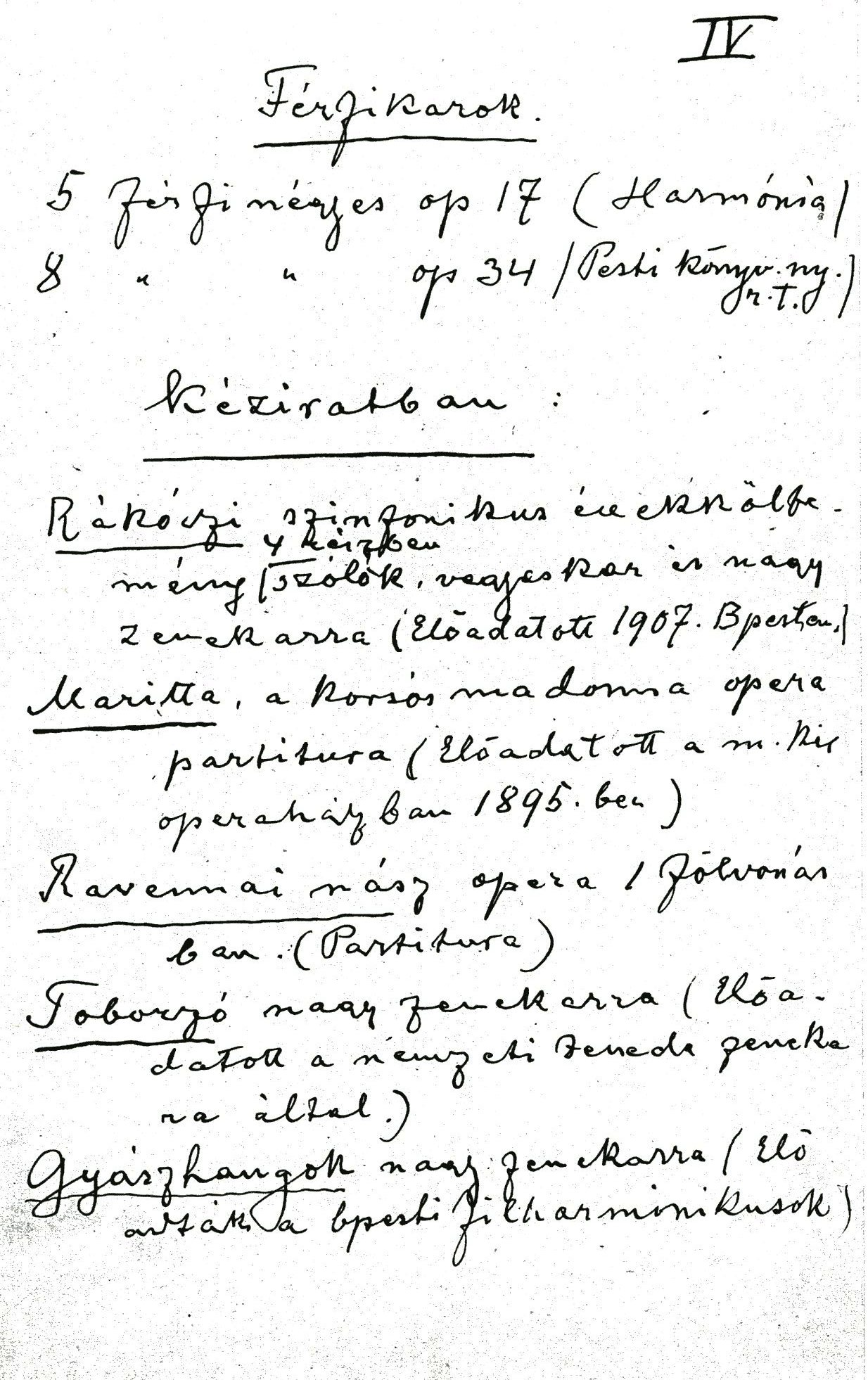
kiadott műveinek jegyzéke-4
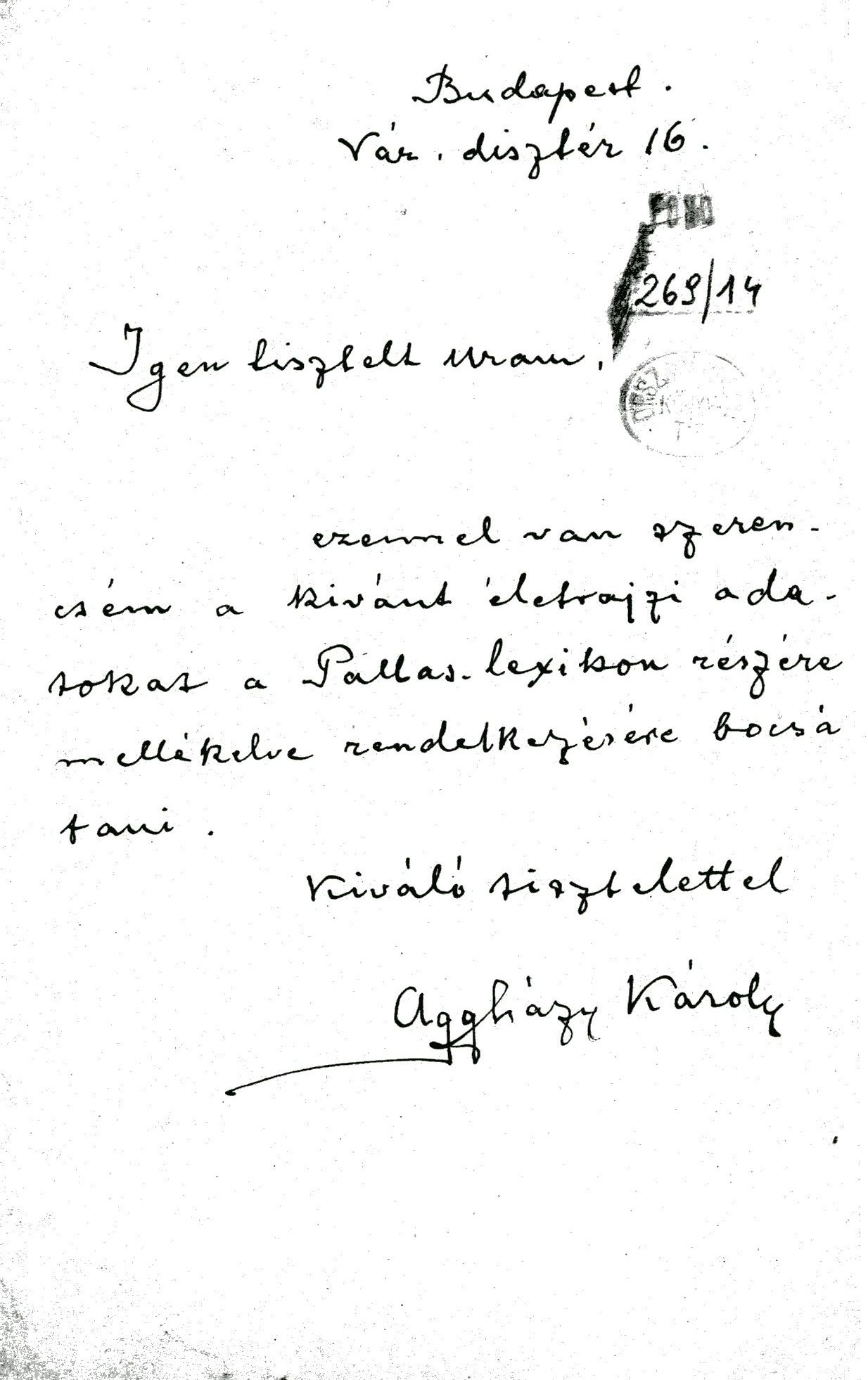
kiadott műveinek jegyzéke címzés
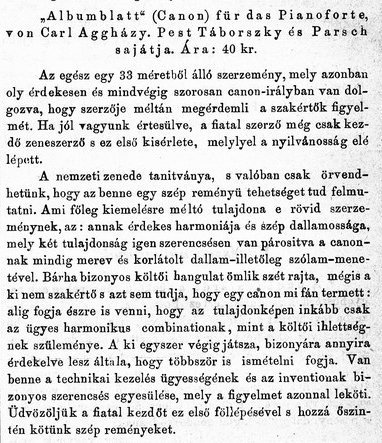
A Canon (Albumblatt) című kompozíció elemzése és méltatása Ábrányi Kornéltól